# Josep Maria Sarriegui
Josep Maria Sarriegui (Palma de Mallorca, 1961 - id., 23 de septiembre de 2011) fue un periodista español.
Licenciado en Filosofía y Letras por la Universidad de Barcelona, su tesis, dirigida por Camilo José Cela Conde, se centró en la obra de Thomas Mann. Después de un período dedicado a la docencia en Baleares, se volcó en el periodismo, empezando a trabajar en el Diario de Mallorca como cronista de la sección de arte. A partir de ese momento trabajó en distintos medios de comunicación tratando temas relacionados con la cultura, la política y el uso de las nuevas tecnologías. De ellos destacan El Diario de Baleares y El País, donde sus artículos aparecían en los suplementos de Babelia y Ciberpaís. Como escritor publicó La vocación celeste de Miró y trabajó en la preparación del Diccionario de Artistas de Baleares.
Falleció a los 50 años.